# Theotima galapagosensis
Theotima galapagosensis là một loài nhện trong họ Ochyroceratidae. De soort komt voor op de Galapagoseilanden.